# باشگاه فوتبال میدهرست و ایسبورن
باشگاه فوتبال میدهرست و ایسبورن (به انگلیسی: Midhurst & Easebourne Football Club) یک باشگاه فوتبال در شهر میدهرست، کشور انگلستان است که در سال ۱۹۴۶ میلادی تأسیس شده‌است.